# Tesorería
El término tesorería alude al área de una empresa en la que se gestionan las acciones relacionadas con las operaciones de flujos monetarios.
Incluye, básicamente, la gestión de la caja y las diversas gestiones bancarias. La contabilidad registra dicha ejecución.
Por ejemplo, el área de recursos humanos realiza el cálculo de los sueldos a pagar; la tesorería, por su parte, se encarga de asegurar que haya suficiente dinero disponible para pagar los sueldos en la fecha prevista, y de dar las órdenes de pago; el área de contabilidad registra luego todos esos movimientos. 
La tesorería se encarga de administrar los recursos monetarios en la forma más eficiente posible, para cumplir con los compromisos del negocio y disponer de suficiente efectivo para apoyar los programas de la planeación financiera de la empresa.
La tesorería es la que se encarga de administrar los flujos monetarios de una empresa.